# La Libre junior
La Libre junior était un supplément hebdomadaire de bande dessinée au journal belge La Libre Belgique, dont le premier numéro fut publié le 7 décembre 1950.
Le supplément était édité par la Société d'édition des journaux du Patriote S.A., 12 Montagne aux Herbes Potagères à Bruxelles, le contenu était quant à lui réalisé par l'agence de presse International Press, place de Brouckère à Bruxelles.
International Press était dirigée par Yvan Cheron, le beau-frère de Georges Troisfontaines, qui était lui-même directeur de World Press, une autre agence de presse spécialisée dans la diffusion de bandes dessinées, notamment pour différents journaux, dont le périodique de bande dessinée Spirou.

## Publications
Parmi les œuvres publiées dans La Libre junior, on retrouve :
²
- Alain et Christine, de Martial
- Bison et Ouistiti, de Greg
- Les bolides d’argent, de Mittéï et Greg
- Bouldaldar, de Sirius
- Bronco et Pepito, de Greg
- Fanfan et Polo, de Dino Attanasio, sur des scénarios de Jean-Michel Charlier, puis de René Goscinny
- Fifi, de Victor Hubinon
- Fleurette et Cie, de Greg
- Jehan Pistolet, d'Albert Uderzo et René Goscinny
- Luc Junior, d'Albert Uderzo et René Goscinny
- Tiger Joe, de Victor Hubinon et Jean-Michel Charlier
- Toutsy, de Greg